# 白淑湘
白淑湘（1939年11月18日—），女，满族，祖籍辽宁新宾，生于湖南耒阳，中国大陆芭蕾舞演员。中华人民共和国第一代芭蕾舞演员，第一个出演现代芭蕾舞剧《红色娘子军》女主角“吴琼花”的扮演者。曾任中央芭蕾舞团副团长，曾任中国文联副主席、中国舞协主席、全国政协委员。

## 生平
1952年进入白淑湘东北人民艺术剧院儿童剧团，1953年她也曾随贺龙带领的“赴朝慰问团”一起去到已经签订停战协定的北朝鲜表演，自己也是其中年龄最小的舞者之一。1954年白淑湘进入北京舞蹈学院学习芭蕾舞，1958年6月30日由白淑湘主演的《天鹅湖》在北京天桥剧院上演，1959年中央芭蕾舞团成立后白淑湘也成为了第一批主要演员，之后她又出演了红色经典芭蕾舞剧《红色娘子军》担任一号主演“吴琼花”（男一号为“洪常青”的扮演者刘庆棠），之后她又在芭蕾舞经典《海侠》、《吉赛尔》等剧目中出演女主角。
但是“文化大革命”的到来给了白淑湘等一批舞蹈家和艺术家以灭顶之灾，江青掌控了文艺界并对“异己”进行迫害，刘庆棠从主要演员变身成为中央芭蕾舞团的实际领导者而对他的旧友进行迫害，而赵沨等领导则是被红卫兵“打倒”。白淑湘也未能幸免，1969年她被送往昌平区的小汤山“干校”劳动，一直到1974年因为“文革”对芭蕾舞团的严重破坏造成了团内无人可用，34岁的白淑湘才被召回担任主要演员，又重新出演了《天鹅湖》并新增演了《希爾薇婭》等剧目，直到1989年时年50岁的白淑湘才正式离开芭蕾舞舞台。她也是少有的为中共“三代领导人”都表演过的芭蕾舞演员。
“文革”归来之后白淑湘担任了中央芭蕾舞团副团长，中国文学艺术界联合会委员，中国舞蹈家协会理事等职位。2003年12月，欧美同学会第五届理事会第一次会议在北京召开，她担任副会长。

## 家庭
白淑湘的父亲白纯义是国民政府的一名军官，也是张学良将军的下属，从军前则是一名律师。于白淑湘出生不久在湖南省沅陵县担任县长，在这期间她的母亲不幸因肺痨去世，之后父亲带全家去到当时的中华民国首都南京担任文职工作一直到抗日战争爆发后日军侵占南京，之后白纯义带着一家老小前往临时首都重庆。在中国人民解放军逼近重庆之前本来他可以带全家人飞往台湾，但是最后时刻他选择留下而到东北大学教授法律，但是在文化大革命初期白纯义被报称其签字杀害了多名共产党党员，之后被政府枪决。白淑湘的姐姐也是一名舞蹈演员，是东北文工团的演员。